# 수댕이

## 게임에서의 수댕이
포켓몬 레전드 아르세우스에  스타팅으로 등장한다.
5세대 스타팅

## 특징
해달포켓몬으로, 길이는 0.5m, 무게는 5.9kg이다.

## 애니메이션에서의 수댕이
5세대 스타팅 포켓몬 중 물타입 포켓몬.
본래는 주박사의 연구소에서 새내기 트레이너용으로 관리를 받고 있던 포켓몬이지만 슈티에게 선택받지 못하고 슬퍼하다가 지우를 미행하다가 연구소를 탈출했다.
2화에서 로켓단에게 잡힌 지우의 피카츄와 아이리스의 터검니를 구해주고 3화에서 지우의 포켓몬이 된 이후 지우에게 쏟아졌던 열탕을 물대포로 막는다. 로켓단 (로사)의 마자용, 로이의 흉내내, 봄이의 에나비, 이슬의 고라파덕처럼 몬스터볼에서 제멋대로 빠져나오거나 조금이라도 한눈을 팔면 사라져 버리는 것이 특징인 포켓몬이다. 16화에서 아쿠아제트를 배운다. 웅이 포켓몬 버전으로, 암컷 포켓몬에게 자주 치근덕댄다..
포켓몬스터W 레전드 아르세우스 특별편에서 등장하며, 빛나의 팽도리랑 싸우고  규토리볼에 잡힌다.